# 南昌市人民政府
南昌市人民政府，简称南昌市政府，是中华人民共和国江西省南昌市的地方国家行政机关，位于南昌市红谷滩区新府路，行政级别为正厅级（地级市）。南昌市人民政府在业务上接受江西省人民政府的直接领导，在党务上接受中共南昌市委领导，其主要领导及各组成部门主要负责人由南昌市人民代表大会及其常务委员会产生。

## 机构设置
- 南昌市人民政府办公室

### 组成部门
- 南昌市发展和改革委员会
- 南昌市教育局
- 南昌市科学技术局
- 南昌市工业和信息化局
- 南昌市公安局
- 南昌市民政局
- 南昌市司法局
- 南昌市财政局
- 南昌市人力资源和社会保障局
- 南昌市自然资源和规划局
- 南昌市生态环境局
- 南昌市住房和城乡建设局
- 南昌市城市管理和综合执法局
- 南昌市交通运输局
- 南昌市水利局
- 南昌市农业农村局
- 南昌市商务局
- 南昌市文化广电旅游局
- 南昌市卫生健康委员会
- 南昌市退役军人事务局
- 南昌市应急管理局
- 南昌市审计局
- 南昌市人民政府外事办公室（加挂南昌市人民政府港澳事务办公室牌子）

### 直属特设机构
- 南昌市国有资产监督管理委员会

### 直属机构
- 南昌市林业局
- 南昌市市场监督管理局
- 南昌市民族宗教事务局
- 南昌市体育局
- 南昌市统计局
- 南昌市国防动员办公室（加挂南昌市人民防空办公室牌子）
- 南昌市医疗保障局
- 南昌市机关事务管理局
- 南昌市政务服务和数据管理局
- 南昌市中小企业服务局

### 直属事业单位及组织
- 南昌市公路事业发展中心
- 南昌市重点公共建设项目管理中心
- 南昌市供销合作社联合社

### 派出机构
- 南昌高新技术产业开发区管理委员会
- 南昌经济技术开发区管理委员会
- 南昌市湾里管理局